# Зимовка (Крым)

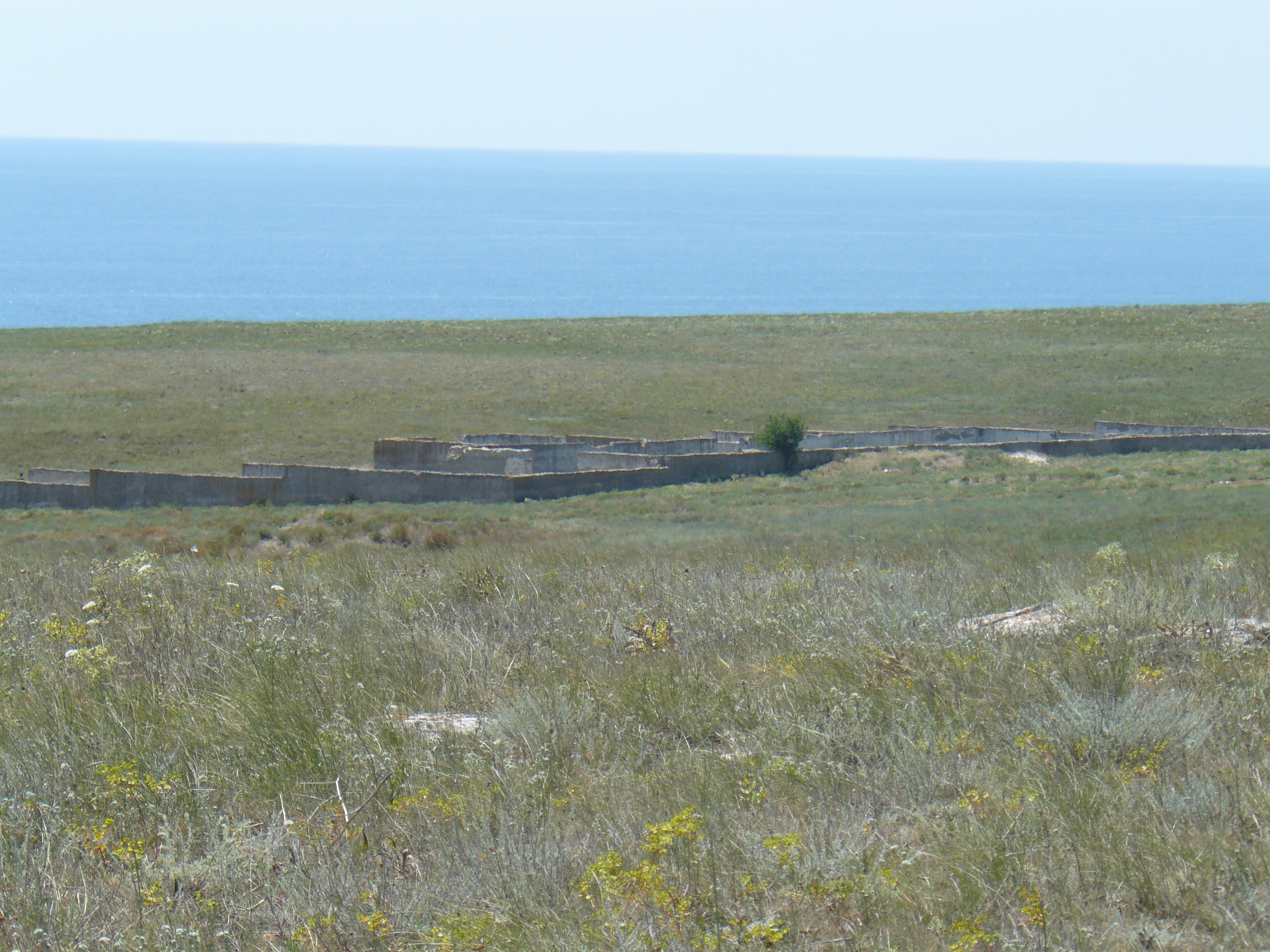
Остатки кошары на месте села

Зимо́вка (до 1948 года Кишла́в; укр. Зимівка, крымскотат. Qışlav, Къышлав) — исчезнувшее село в Черноморском районе Республики Крым, располагавшееся на юго-западе района, у берега Чёрного моря, примерно в 5 километрах юго-восточнее современного села Оленевка.

## История
Судя по доступным историческим документам, русское поселение Кишлав образовано на территории Курман-Аджинской волости Евпаторийского уезда в 1870—1880-х годах, поскольку впервые упоминается в «Памятной книге Таврической губернии 1889 года», согласно которой, по результатам Х ревизии 1887 года, в деревне Кишлав числилось 6 дворов и 39 жителей. На полуверстовой карте 1890 года в Кишлаве обозначено 5 дворов с русским населением. В «…Памятной книжке Таврической губернии на 1892 год» деревня не упоминается.
Земская реформа 1890-х годов в Евпаторийском уезде прошла позже остальных, в результате Кишлав приписали к Кунанской волости. По «…Памятной книжке Таврической губернии на 1900 год» на хуторе числился 41 житель в 5 дворах. По Статистическому справочнику Таврической губернии. Ч.II-я. Статистический очерк, выпуск пятый Евпаторийский уезд, 1915 год, на хуторе Кишлав Кунанской волости Евпаторийского уезда числилось 4 двора (все дворы безземельные) с русским населением без приписных жителей, но с 30 — «посторонними», из которых 17 мужчин и 13 женщин. Жители землёй не владели, в хозяйствах имелось 11 лошадей, 4 вола, 3 коровы и 20 голов мелкого скота.
После установления в Крыму Советской власти, по постановлению Крымревкома от 8 января 1921 года № 206 «Об изменении административных границ» была упразднена волостная система и образован Евпаторийский уезд, в котором создан Ак-Мечетский район и село вошло в его состав, а в 1922 году уезды получили название округов. 11 октября 1923 года, согласно постановлению ВЦИК, в административное деление Крымской АССР были внесены изменения, в результате которых округа были отменены, Ак-Мечетский район упразднён и село вошло в состав Евпаторийского района. Согласно Списку населённых пунктов Крымской АССР по Всесоюзной переписи 17 декабря 1926 года, в селе Кишлав, Кунанского сельсовета Евпаторийского района, числилось 12 дворов, все крестьянские, население составляло 63 человека, из них 62 украинца и 1 русский. Согласно постановлению КрымЦИКа от 30 октября 1930 года «О реорганизации сети районов Крымской АССР», был восстановлен Ак-Мечетский район (по другим данным 15 сентября 1931 года) и село вновь включили в его состав.
С 25 июня 1946 года Кишлав в составе Крымской области РСФСР. Указом Президиума Верховного Совета РСФСР от 18 мая 1948 года, Кишлав переименовали в Зимовку. 26 апреля 1954 года Крымская область была передана из состава РСФСР в состав УССР. С начала 1950-х годов, в ходе второй волны переселения (в свете постановления № ГОКО-6372с «О переселении колхозников в районы Крыма»), в Черноморский район приезжали переселенцы из различных областей Украины. В «Справочнике административно-территориального деления Крымской области на 15 июня 1960 года» Зимовка не значится, при этом, согласно справочнику «Крымская область. Административно-территориальное деление на 1 января 1968 года», на 1968 год село числитлось в составе Оленевского сельского совета, а ликвидирована к 1977 году.